# Tina Marie Majorino
Tina Marie Majorino (naixcuda el 7 de febrer de 1985 en Los Ángeles, Califòrnia) és una actriu estatunidenca. Començà la seua carrera com a actriu infantil, obtenint popularitat pels seus papers en pel·lícules com When a Man Loves a Woman (1994), Corrina, Corrina (1994) i sobretot Waterworld (1995). Posteriorment, Majorino és coneguda pel seu paper en la pel·lícula de culte Napoleon Dynamite (2004), a on interpretà a Deb.
Durant la seua carrera, ha treballat tant en cine com en televisió, destacant-se en sèries com Veronica Mars (2004-2007, 2014) i Big Love (2006-2011). La seua habilitat per a adaptar-se a una àmplia gamma de géneros li ha permés mantindre's activa en l'industria des del seu debut.

## Filmografia destacada
- When a Man Loves a Woman (1994)
- Corrina, Corrina (1994)
- Waterworld (1995)
- Napoleon Dynamite (2004)
- Veronica Mars (2014)